# París-Rennes
La París-Rennes era una cursa ciclista francesa que es disputà entre París i Rennes. Després d'una primera edició el 1902, la cursa es disputà anualment entre 1927 i 1939, moment en què deixà de disputar-se. El primer vencedor fou Louis Trousselier, mentre que Sylvain Marcaillou en fou el darrer. Cap ciclista guanyà la cursa en més d'una ocasió.

## Palmarès
| Any  | Vencedor           | Segon                  | Tercer                |
| ---- | ------------------ | ---------------------- | --------------------- |
| 1902 | Louis Trousselier  | Michel Frédérick       | Hippolyte Aucouturier |
| 1927 | Raymond Decorte    | Hector Martin          | Arsène Alancourt      |
| 1928 | Nicolas Frantz     | Eugène Archambault     | Gaston Rebry          |
| 1929 | Aimé Deolet        | Gustave Van Slembrouck | André Godinat         |
| 1930 | Paul Le Drogo      | Gaston Rebry           | Leander Ghyssels      |
| 1931 | Émile Joly         | Ferdinand Le Drogo     | Frans Bonduel         |
| 1932 | Albert Barthélémy  | Léon Louyet            | Georges Speicher      |
| 1933 | René Le Grevès     | Alfons Schepers        | Léon Tommies          |
| 1934 | Alfons Schepers    | René Le Grevès         | Edgard De Caluwé      |
| 1935 | Georges Speicher   | Louis Hardiquest       | Romain Maes           |
| 1936 | Manuel Garcia      | Sylvère Maes           | Max Bulla             |
| 1937 | Albert Beckaert    | Émile Gamard           | Joseph Somers         |
| 1938 | Raymond Louviot    | Bruno Carini           | Jean Fontenay         |
| 1939 | Sylvain Marcaillou | Roger Lapébie          | Félicien Vervaecke    |